# Kornelita
La kornelita és un mineral de la classe dels sulfats. Rep el seu nom de Kornel Hlavacsek (1835-1914), enginyer de mines hongarès a les mines de pirita de Banska Stiavnica, Eslovàquia.

## Característiques
La kornelita és un sulfat de fórmula química Fe³⁺₂(SO₄)₃(H₂O)₆·1,75H₂O. Cristal·litza en el sistema monoclínic. És soluble en aigua. L'exemplar que va servir per a determinar l'espècie, el que es coneix com a material tipus, es trobava conservat al Magyar Természettudományi Múzeum, el Museu d'Història Natural d'Hongria, a Budapest, però va ser destruït l'any 1956; només es conserven els topotips.
Segons la classificació de Nickel-Strunz, la kornelita pertany a «07.CB: Sulfats (selenats, etc.) sense anions addicionals, amb H₂O, amb cations de mida mitjana» juntament amb els següents minerals: dwornikita, gunningita, kieserita, poitevinita, szmikita, szomolnokita, cobaltkieserita, sanderita, bonattita, aplowita, boyleïta, ilesita, rozenita, starkeyita, drobecita, cranswickita, calcantita, jôkokuïta, pentahidrita, sideròtil, bianchita, chvaleticeïta, ferrohexahidrita, hexahidrita, moorhouseïta, niquelhexahidrita, retgersita, bieberita, boothita, mal·lardita, melanterita, zincmelanterita, alpersita, epsomita, goslarita, morenosita, alunògen, metaalunògen, aluminocoquimbita, coquimbita, paracoquimbita, romboclasa, quenstedtita, lausenita, lishizhenita, römerita, ransomita, apjohnita, bilinita, dietrichita, halotriquita, pickeringita, redingtonita, wupatkiïta i meridianiïta.

## Formació i jaciments
Va ser descoberta a la localitat de Smolník, al districte de Gelnica de la regió de Košice, Eslovàquia. També ha estat descrita en altres indrets d'Europa, com Alemanya, Grècia o Espanya; a l'Iran, al Japó i a Austràlia.